# Мардаиты

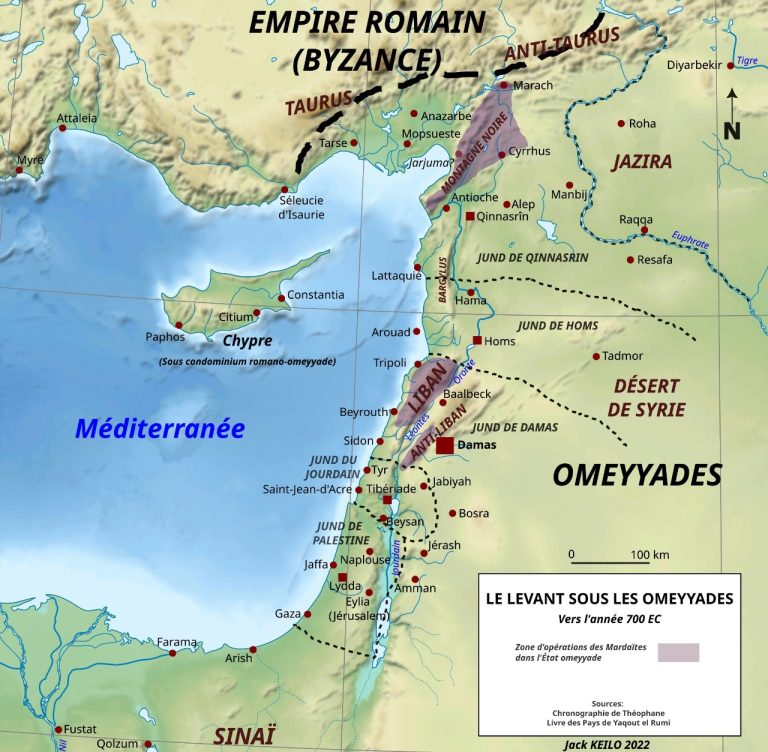

Мардаиты (др.-греч. Μαρδαΐται) или аль-джараджима (сир. ܡܪ̈ܕܝܐ; араб. ٱلْجَرَاجِمَة‎) — христианские племена, жившие в горах Великой Сирии в IV—VII веках н.э. Сведения о мардаитах имеются в «Хронографии» Феофана Исповедника, а также в сочинениях Константина Багрянородного «Об управлении империей» и «О церемониях». Сирийские источники называют эти племена словом «марада».
Во второй половине VII века мардаиты на стороне Византии вели войну против арабских завоевателей, в том числе и после завоевания их территории арабами. Арабский мусульманский историк IX века аль-Балазури писал о воинственных «джараджима», арабо-христианский хронист X века Агапий (Махбуб) Манбиджский писал о действовавших в горах Ливана «хараника». Часто эти понятия отождествляют с мардаитами, хотя не все историки с этим согласны.
В конце VII века византийский император Юстиниан II, по соглашению с Арабским халифатом переселил мардаитов в Византию, в основном в фему Кивирреотов. После этого мардаиты стали служить в византийском флоте, а также в войске. Их возглавлял катепан мардаитов; он отвечал за сбор налогов, часть которых предположительно расходовалась на содержание мардаитских воинов.
Многие современные марониты считают себя потомками мардаитов. Этноним «марада» стал названием одной из маронитских политических партий (движение Марада).